# レンフェ449系電車
レンフェ449系電車（レンフェ449けいでんしゃ）は、スペインの鉄道事業者（国有鉄道）であるレンフェが所有する電車。中距離列車「メディア・ディスタンシア」向けに開発されたもので、2009年から営業運転を開始した。

## 概要
レンフェが運営する中距離列車「メディア・ディスタンシア」のサービス向上を目的に開発された電車。基本構造は、製造を担当したCAFがレンフェ向けに導入した通勤電車「シヴィア（Civia）」を基にしており、一部設計や電気機器を共有している。編成は5車体連接車で、先頭車体（A車、B車）、中間車体（D車、E車）、そして3両目に連結されるバリアフリーに適した低床中間車体（C車）によって構成されており、総括制御により最大3編成まで連結運転が可能である。車内の座席（2等座席）はクロスシートを基本としており、各座席に折り畳み式テーブルや読書灯、充電用コンセントが設けられている。また、各車体には乗降扉付近に手荷物用のフロアが確保されている他、「C車」の低床部分には車椅子スペースやバリアフリー対応トイレが存在する。

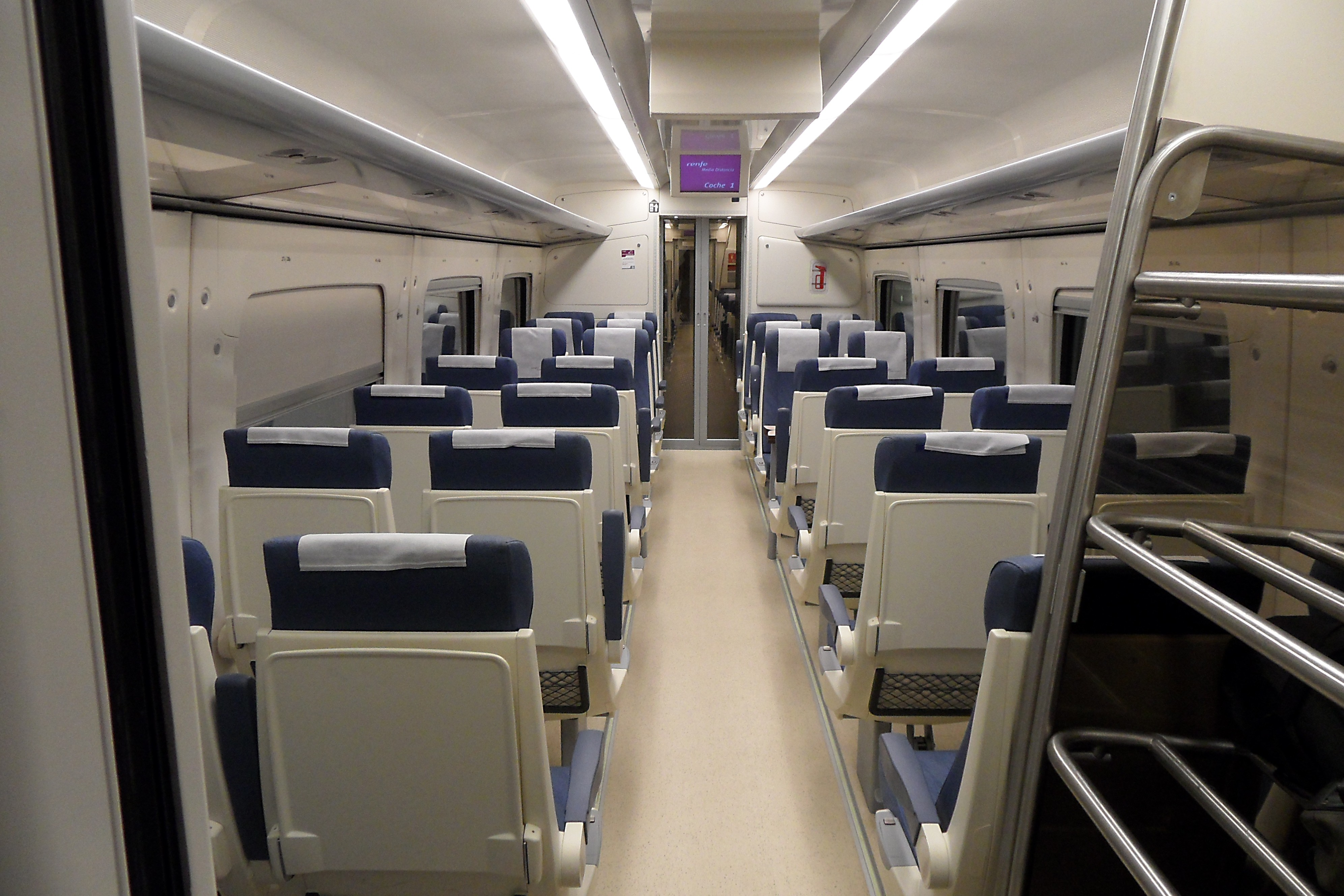
車内
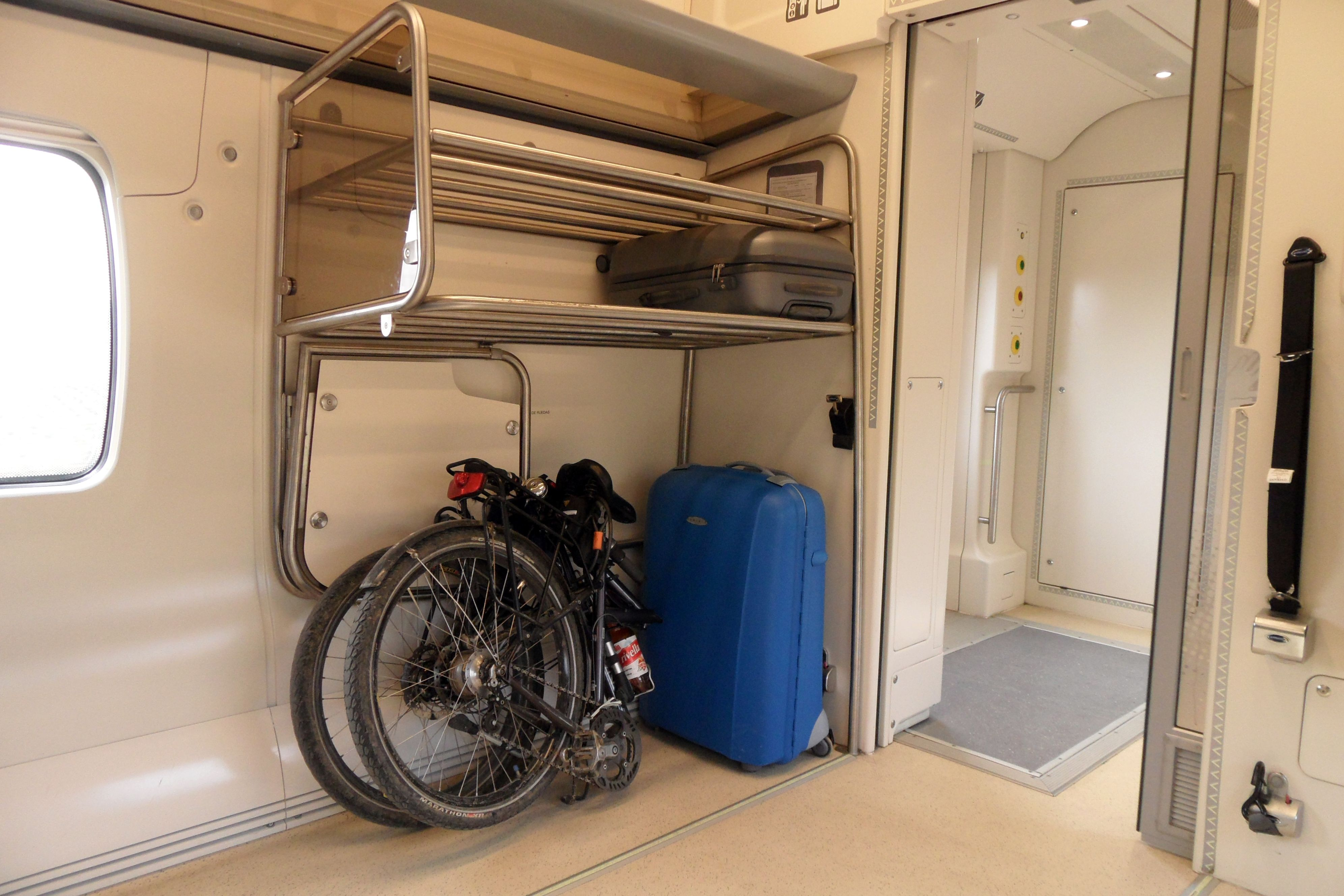
荷物置き場
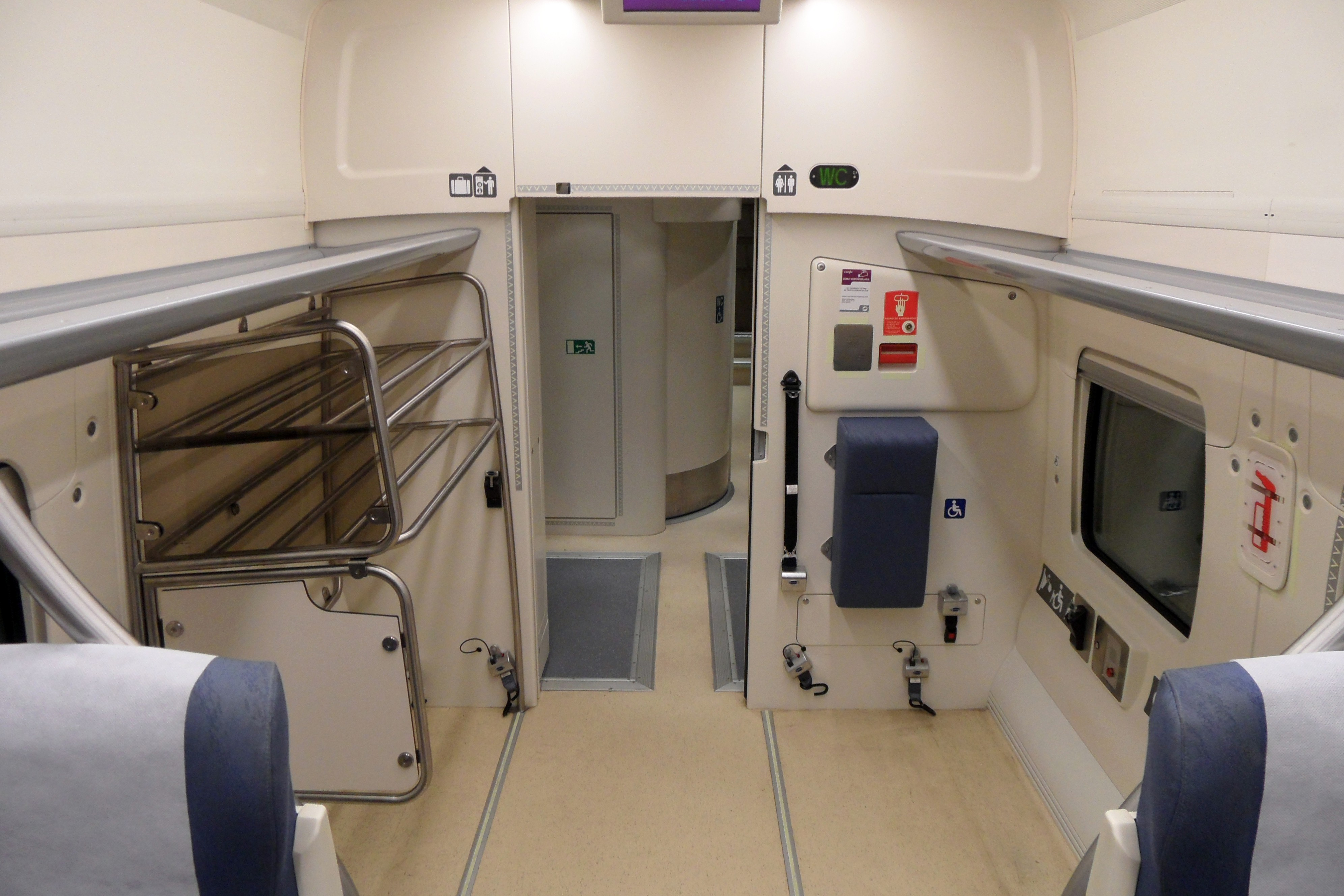
C車に存在する低床スペース

流線形を取り入れた車体は耐腐食性やエネルギー消費量削減の観点からアルミニウム鋼が使われ、組み立ての行程には全溶接式が用いられている。台車は1次ばね、2次ばね（空気ばね）を用いた構造になっており、主電動機（かご形誘導電動機）は先頭車両（A1・A2車）の車端部の台車に1基、中間車体（A4車・A5車）の台車に2基搭載されている。制御装置は2基設置され、各装置が3基の主電動機を制御する。また、照明や乗降扉の開閉などに用いられる電力を供給する静止型コンバータや空調装置など、主要機器は2組搭載されており、緊急時に備えた冗長性が確保されている。これらの主要な電気機器は日本の三菱電機製のものが採用されている。安全装置としてはATPの基本機能を備えた「Asfa Digital」システムや火災検知装置、デッドマン機能も担う運行パラメータの記録装置などが搭載されている。
2008年に最初の編成が納入され、試運転を経て2009年から営業運転を開始し、以降2011年までに全57編成が導入された。これらは全てスペインにおける標準軌間であるイベリア軌間（軌間1,668 mm）のみに対応しているが、34編成についてはスペインの高速鉄道に導入されている標準軌（軌間1,435 mm）にも対応する、CAFが開発した軌間可変システム「Brava」に対応した台車への換装が可能な設計が施されている。また、2025年時点での営業運転の最高速度は160 km/hだが、標準軌においては200 km/hで走行が出来る性能となっている。

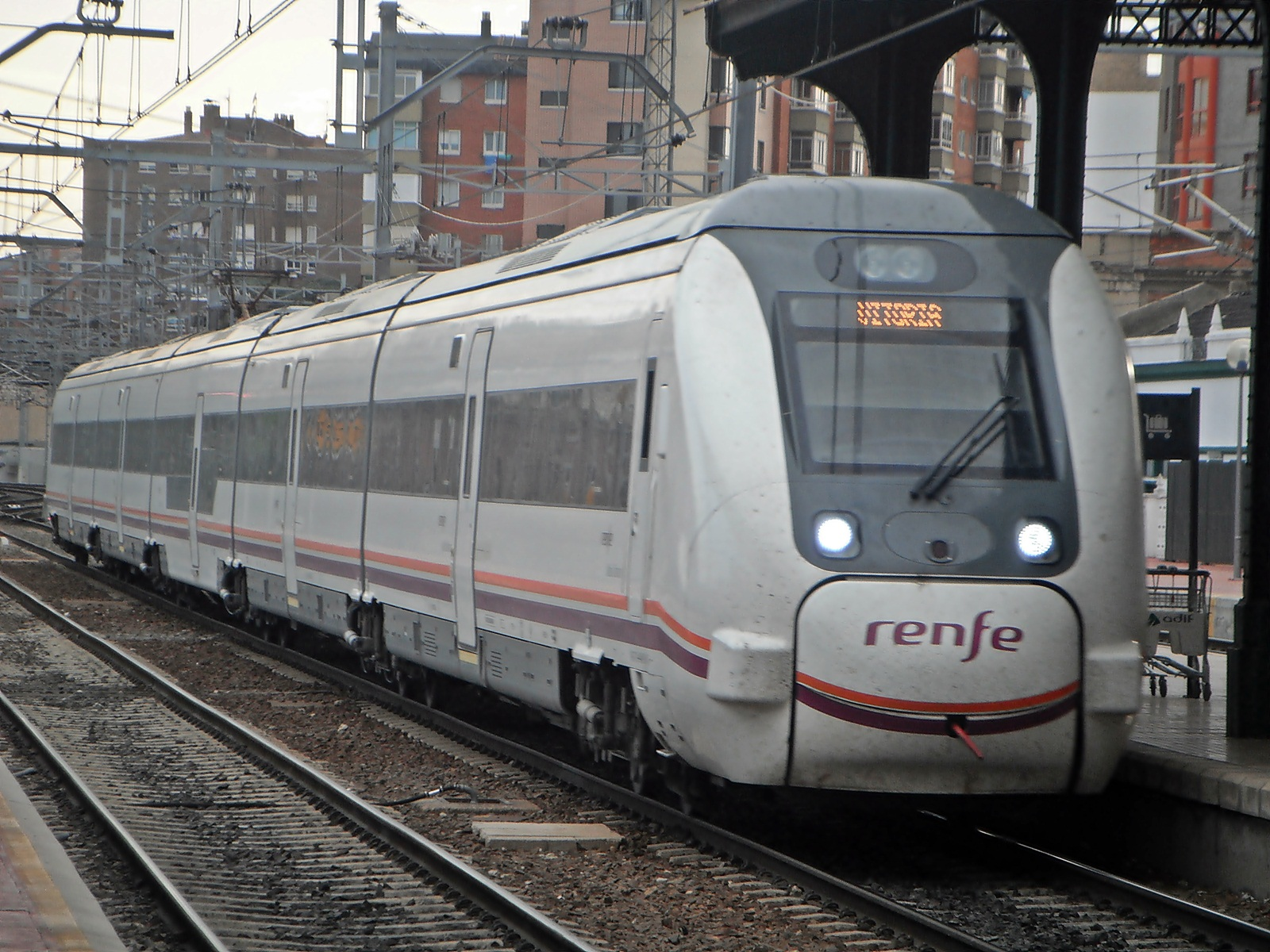
2011年撮影
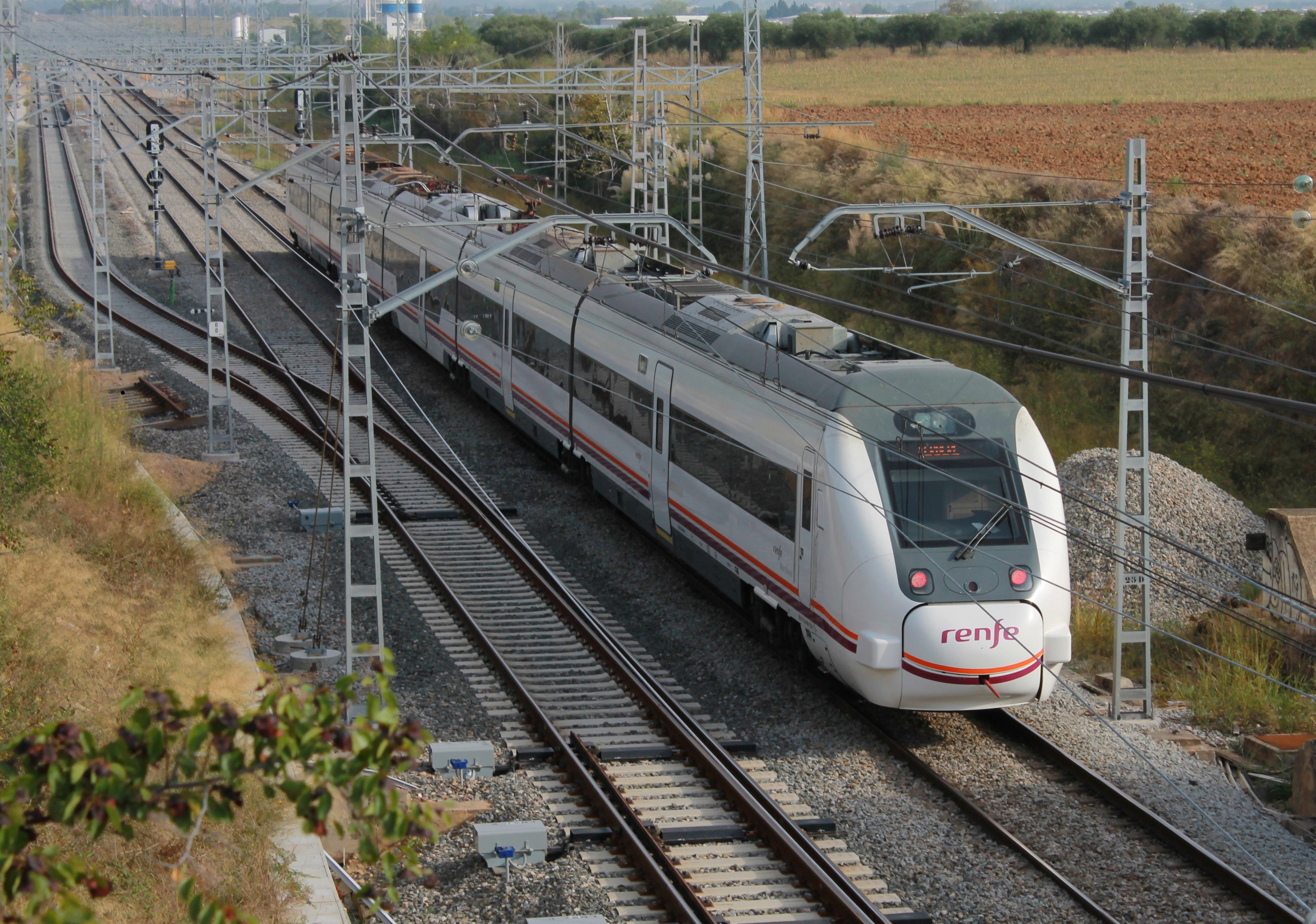
2011年撮影
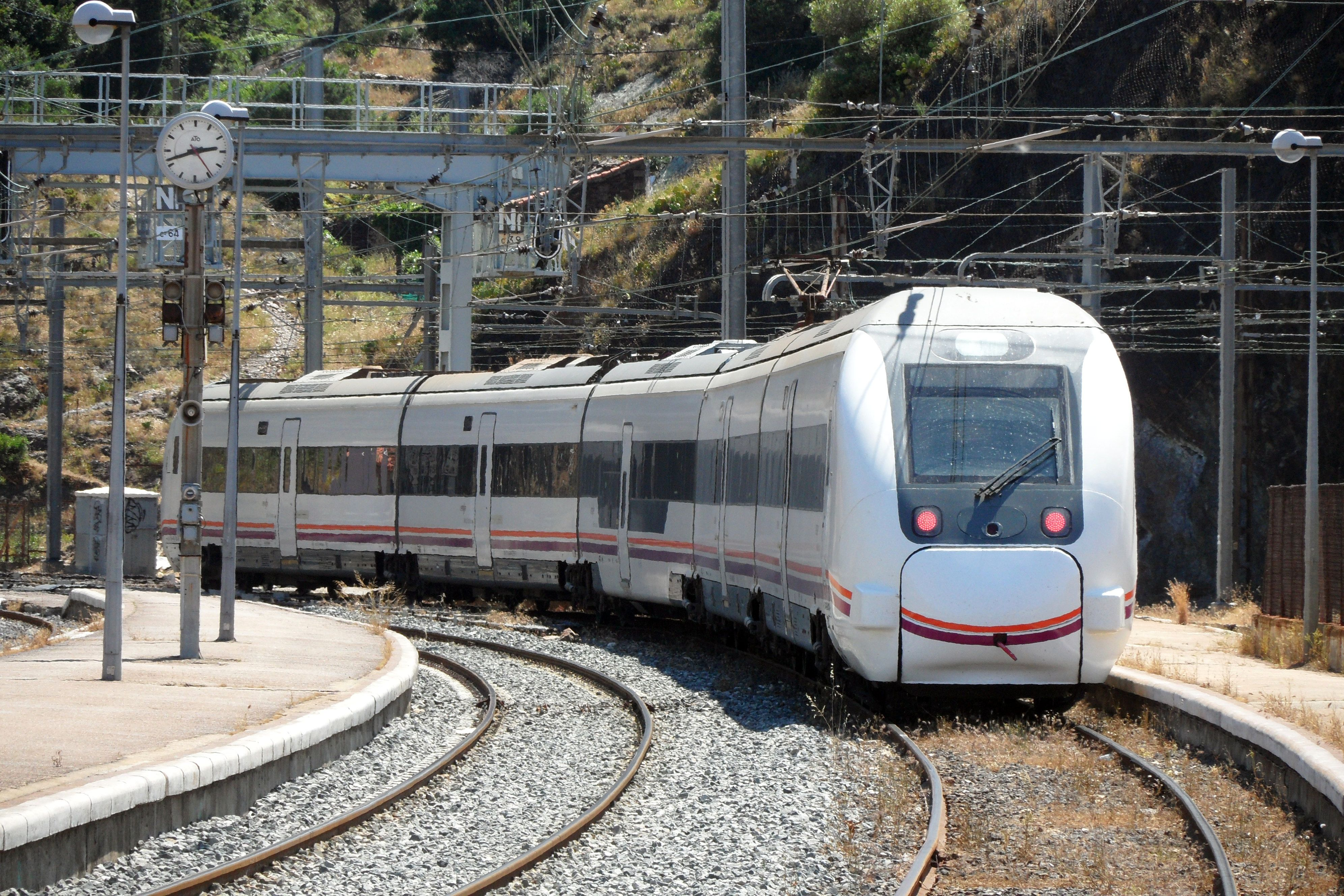
2011年撮影
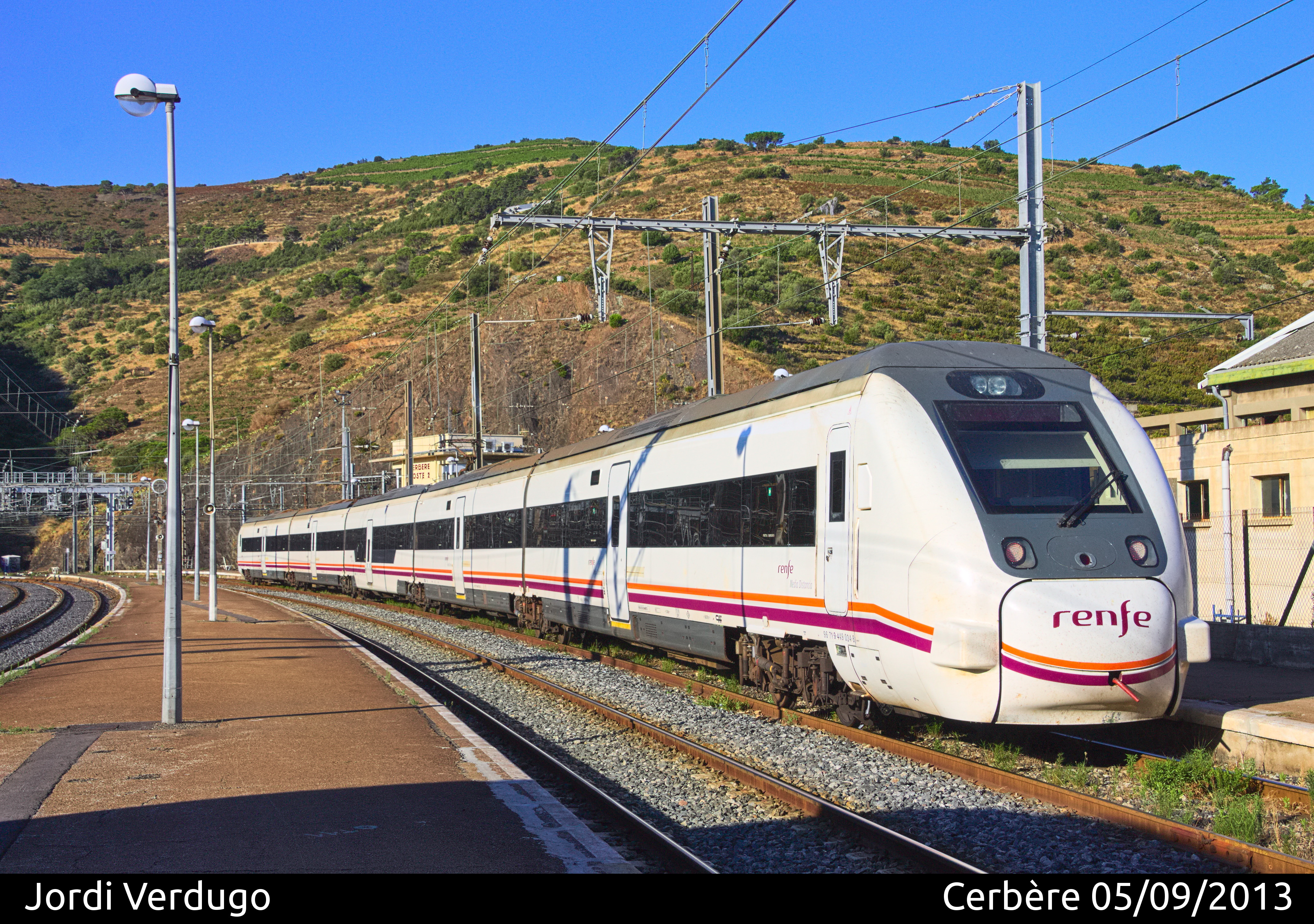
2013年撮影
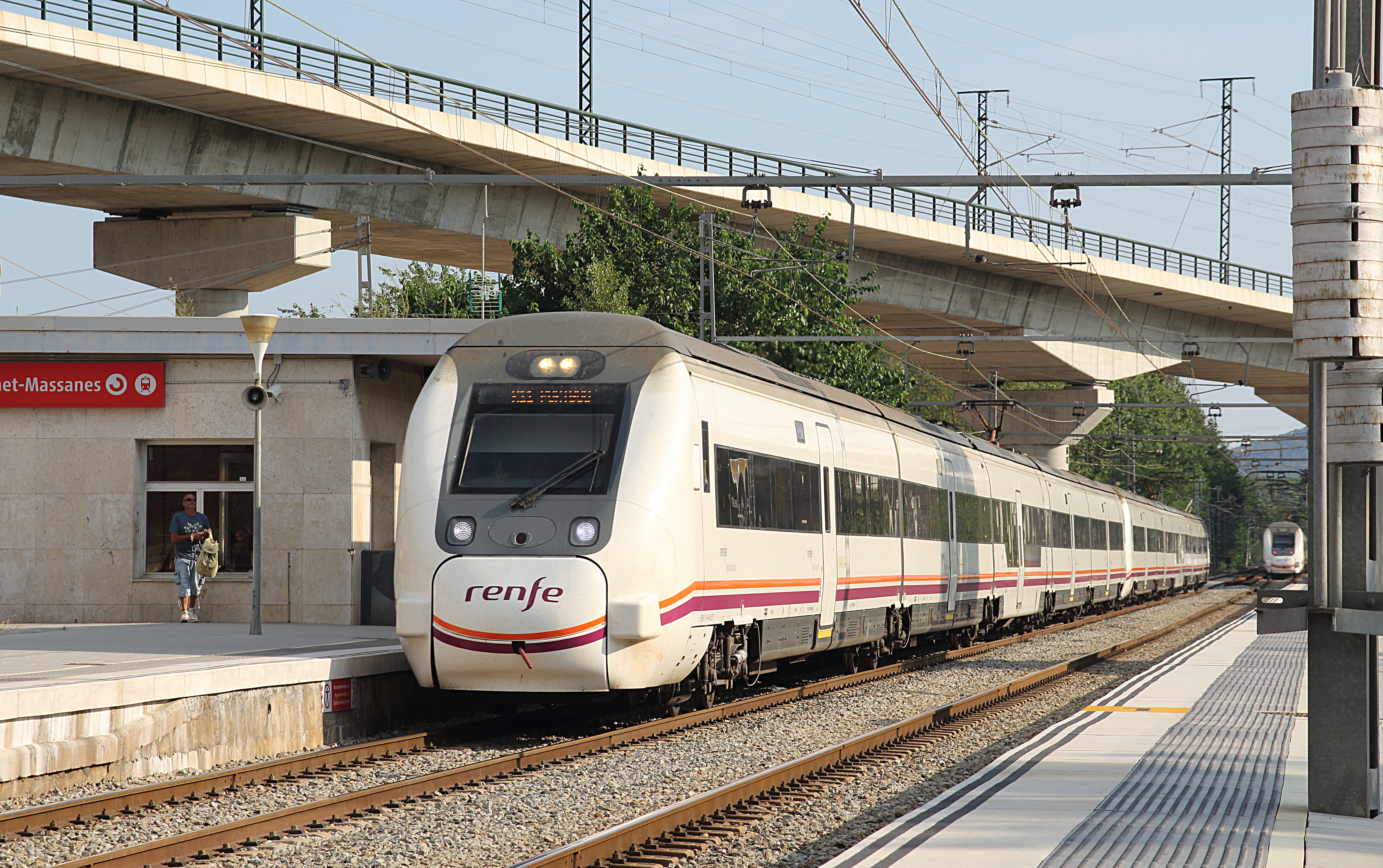
2013年撮影
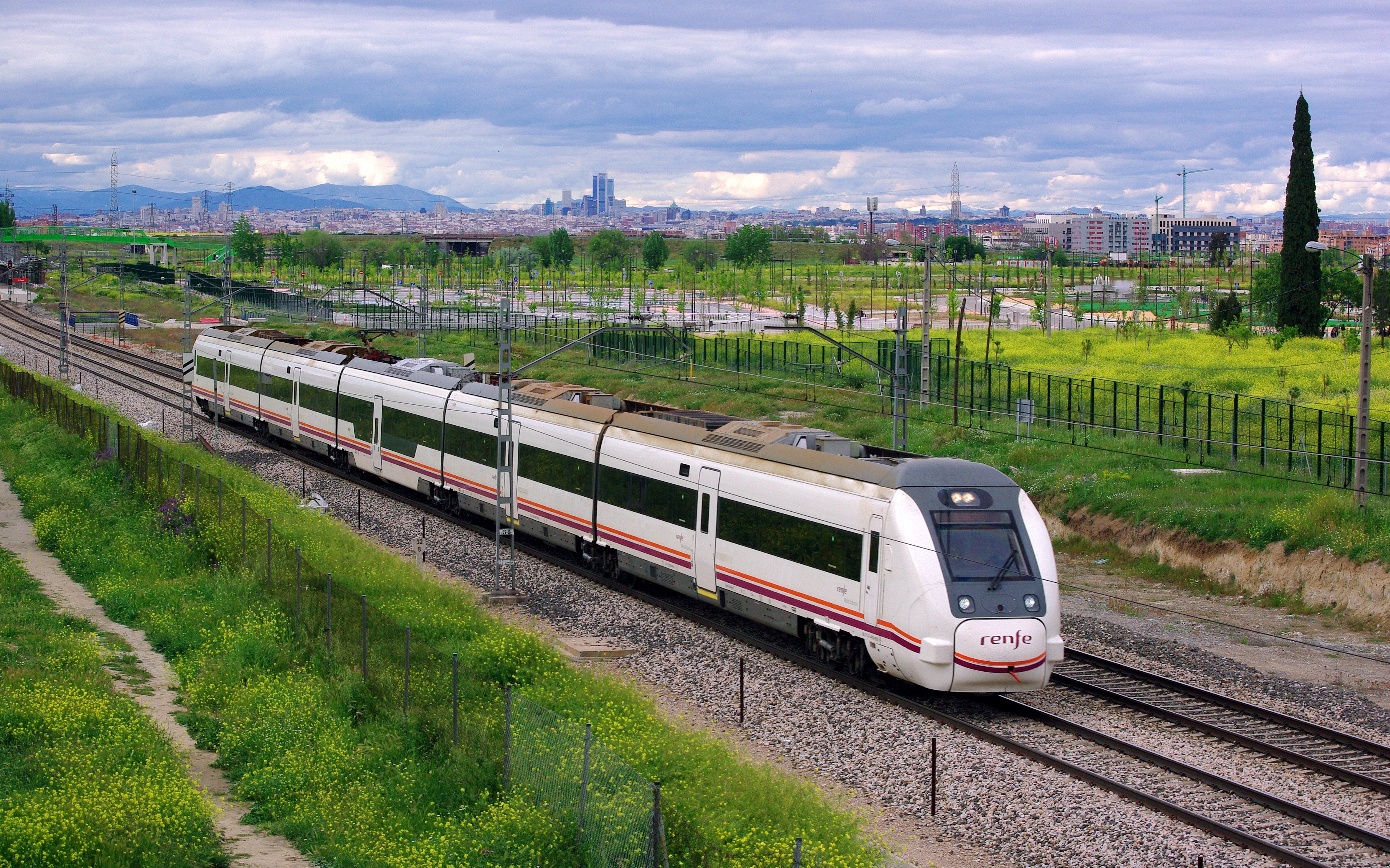
2013年撮影
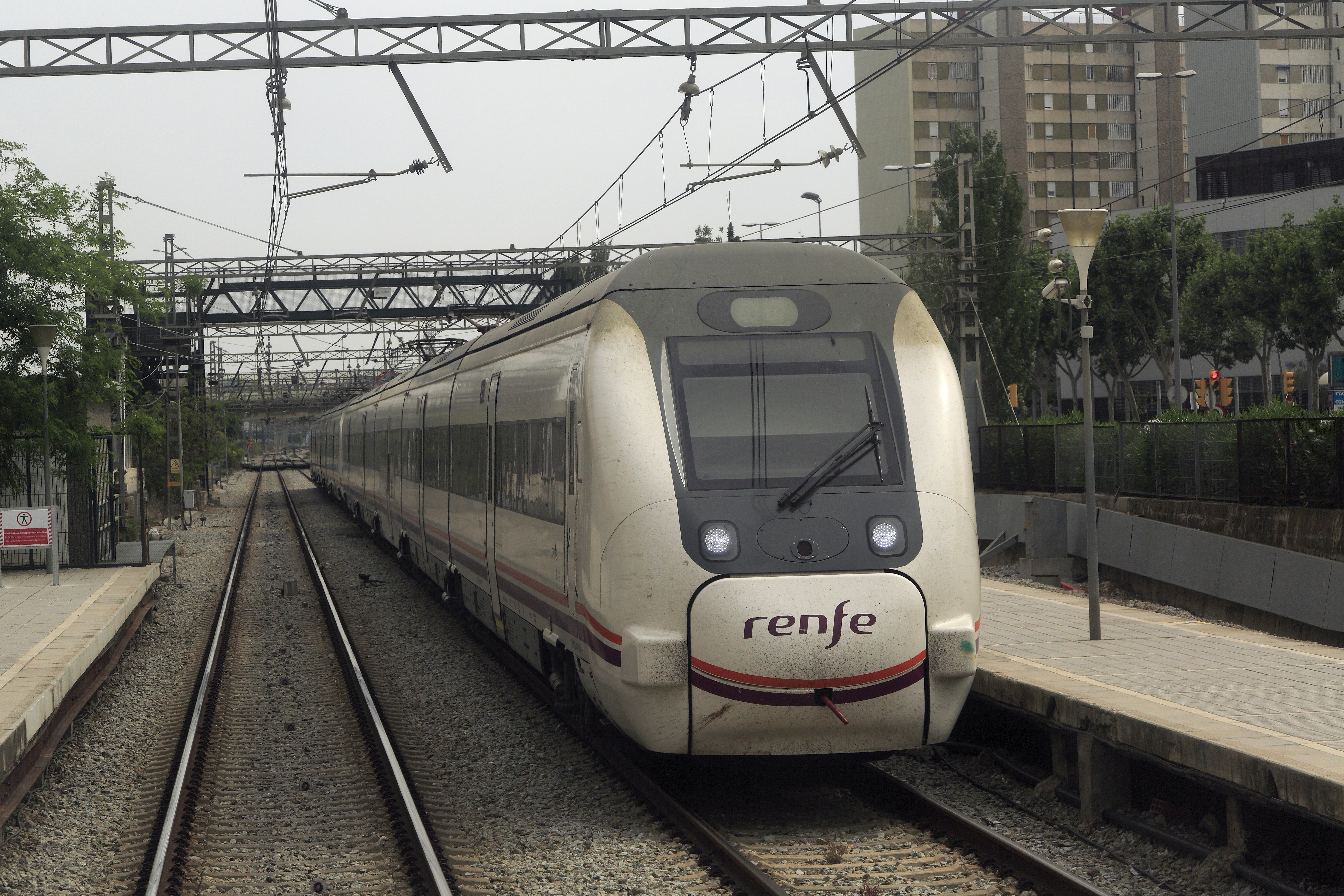
2015年撮影
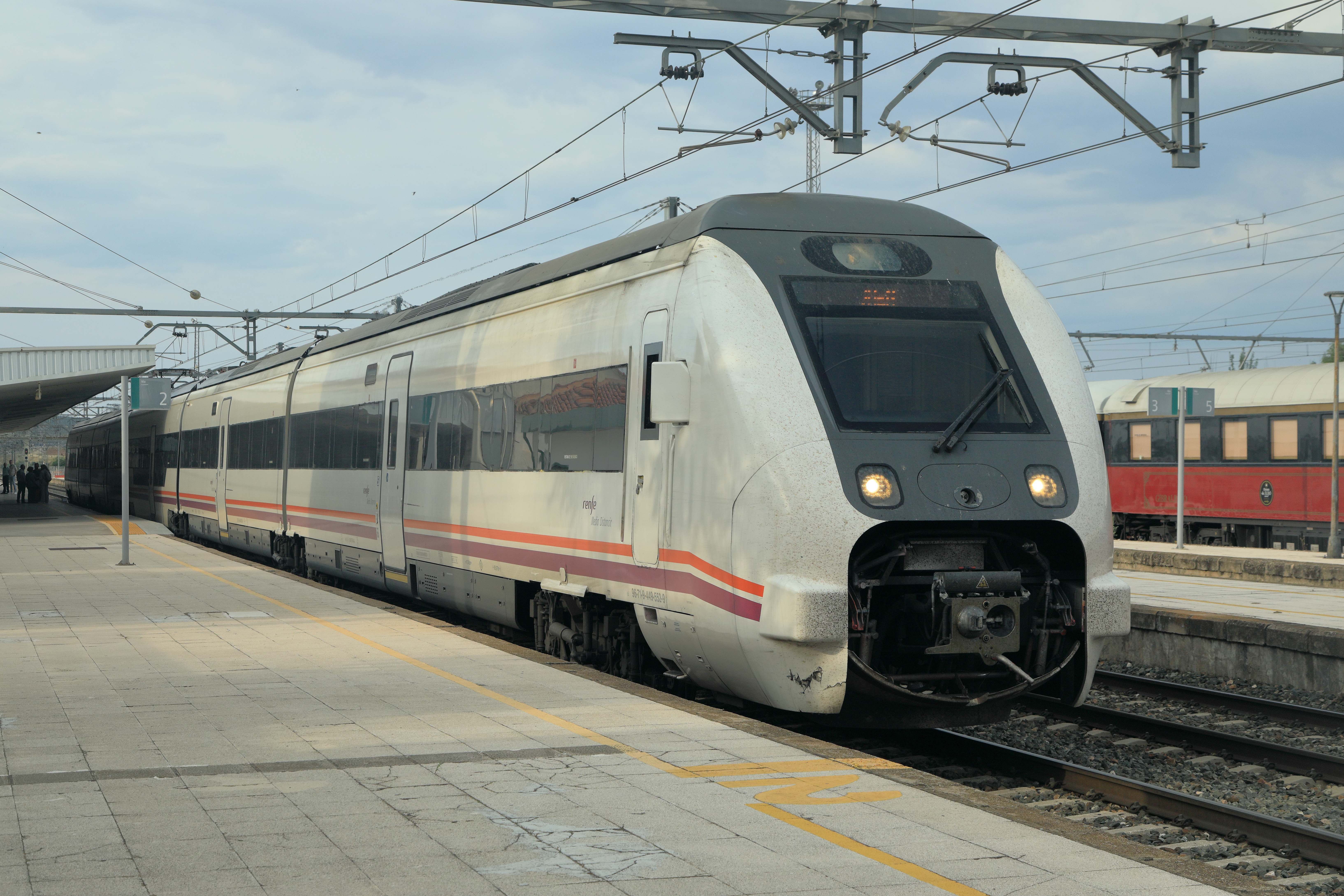
2025年撮影

## 参考資料
Juan Carlos Casas (Noviembre 2008). “CAF finalizó la fabricación de las primeras composiciones”. Via Libre:  4-14 2025年7月19日閲覧。.
Juan Carlos Casas (Septiembre 2009). “Se inauguró en las relaciones Madrid-Salamanca y Madrid-Jaén MD+, nuevo producto de Renfe con la puesta en servicio de los trenes 599 y 449”. Via Libre:  4-11 2025年7月19日閲覧。.